# KAB-500S
KAB-500S (KT01S) – rosyjska bomba kierowana korygowana odbiornikiem GPS.

## Historia
Pierwsza prezentacja makiety tej bomby miała miejsce w 2003 roku na moskiewskich targach MAKS.  21 września 2005 roku na wystawie urządzonej z okazji 85 rocznicy założenia ośrodka doświadczalnego Sił Powietrznych Rosji (939. Gosudarstwiennyj Liotno-Ispytatielnyj Centr GLIC im. W.P. Czkałowa) w Achtubinsku pokazano prototypowy egzemplarz tej bomby przechodzącej końcowe badania przed przyjęciem do uzbrojenia.
KAB-500S jest wyposażona w 24-kanałowy odbiornik GPS o nazwie PSN-2001 wykorzystujący sygnały zarówno amerykańskich satelitów Navstar jak i rosyjskich Glonass.